# 徳島県道271号粟山殿野線
徳島県道271号粟山殿野線（とくしまけんどう271ごう あわやまとののせん）は、徳島県三好市を通る一般県道である。

## 概要
三好市山城町粟山から三好市山城町重実に至る。三好市山城町西部山間部の集落沿いを結ぶ。

### 路線データ
- 起点：三好市山城町粟山
- 終点：三好市山城町重実（国道32号交点）
- 総延長：8.512 km[1]

## 歴史
- 1959年（昭和34年）1月31日 - 徳島県道116号として認定。
- 1972年（昭和47年）3月10日 - 現在の路線番号で再認定。

## 地理

### 通過する自治体
- 徳島県
  - 三好市

### 交差する路線
| 交差する道路 | 交差する場所 | 交差する場所 |
| ------------ | ------------ | ------------ |
| 国道32号     | 山城町重実   | 終点         |

### 交差する鉄道
- 土讃線

### 沿線
- とびのす峡
- 奥小歩危温泉
- 白川谷川
- 吉野川